# Чехманов, Алексей Сергеевич
Алексе́й Серге́евич Чехма́нов (3 мая 1920 — 28 августа 1982) — автоматчик 694-го стрелкового полка, красноармеец — на момент представления к награждению орденом Славы 1-й степени.

## Биография
Родился 3 мая 1920 года в селе Наумкино (ныне — Шемышейского района Пензенской области). Мордвин. Окончил 3 класса. Работал в колхозе.
В мае 1941 года был призван в Красную Армию. Служил в пограничных войсках на западной границе. В боях Великой Отечественной войны с июня 1941 года. Десять дней пограничники с боями выходили из окружения. В боях при обороне Одессы бывший пограничник стал морским пехотинцем, был награждён медалью «За отвагу». На Севером Кавказе и в боях за Новороссийск воевал в составе 78-й отдельной морской стрелковой бригады. К концу 1943 года красноармеец Чехманов — автоматчик 694-го стрелкового полка 383-й стрелковой дивизии.
В начале ноября 1943 года в ходе Керченско-Эльтигенской десантной операции в составе дивизии принимал участие в форсировании Керченского пролива и высадке десанта под Керчью. 26 января 1944 года в бою за город Керчь под пулеметным огнём подобрался к первой траншее противника, из автомата сразил 4 противников и захватил их пулемет.
Приказом от 1 марта 1944 года красноармеец Чехманов Алексей Сергеевич награждён орденом Славы 3-й степени.
14 апреля 1944 года в боях по освобождению Крыма в составе разведывательной группы под городом Алушта уничтожил 5 и заставил сдаться в плен 3 солдат противника. 27 апреля вместе с другими бойцами западнее города Балаклава внезапным броском захватил выгодный рубеж и удерживал его до подхода подкрепления. Во время схватки взял в плен 4 вражеских солдат. Участвовал в штурме города Севастополя.
Приказом от 24 июня 1944 года красноармеец Чехманов Алексей Сергеевич награждён орденом Славы 2-й степени.
За период с 14 января по 1 февраля 1945 года на территории Польши, в боях близ населенных пунктов Зволена, Анджелов, Зангицвеки Копея, истребил из автомата около 20 противников, захватил пулемет.
Указом Президиума Верховного Совета СССР от 31 мая 1945 года за исключительное мужество, отвагу и бесстрашие, проявленные в боях с вражескими захватчиками красноармеец Чехманов Алексей Сергеевич награждён орденом Славы 1-й степени. Стал полным кавалером ордена Славы.
В 1946 году был демобилизован. Возвратился на родину. Окончил курсы трактористов и на протяжении 28 лет трудился механизатором в колхозе имени XXI съезда КПСС. Вел большую патриотическую работу среди молодежи и школьников. Жил в селе Шемышейка. Скончался 28 августа 1982 года.
Награждён двумя орденами Красной Звезды, орденом Славы 3-х степеней, медалями, в том числе «За отвагу».